# Aridane Hernández Umpiérrez
Aridane Hernández Umpiérrez (castellà: Aridane Hernández)  (Tuineje, 23 de març de 1989), simplement conegut com a Aridane, és un futbolista professional canari que juga com a central. Parcialment té ascendència equatoguineana.

## Palmarès
Osasuna
- Segona Divisió: 2018–19[1]